# Do You Like My Tight Sweater?
Do You Like My Tight Sweater? är musikduon Molokos debutalbum, utgivet i november 1995.

## Låtlista
Alla låtar är skrivna och komponerade av Brydon och Murphy. 
| Nr           | Titel                                    | Längd |
| ------------ | ---------------------------------------- | ----- |
| 1.           | Fun for Me                               | 5:08  |
| 2.           | Tight Sweater                            | 0:15  |
| 3.           | Day for Night                            | 5:23  |
| 4.           | I Can't Help Myself                      | 5:44  |
| 5.           | Circus                                   | 0:19  |
| 6.           | Lotus Eater                              | 7:32  |
| 7.           | On My Horsey                             | 0:34  |
| 8.           | Dominoid                                 | 4:11  |
| 9.           | Party Weirdo                             | 7:01  |
| 10.          | Tubeliar                                 | 0:25  |
| 11.          | Ho Humm                                  | 5:38  |
| 12.          | Butterfly 747                            | 4:30  |
| 13.          | Dirty Monkey                             | 0:23  |
| 14.          | Killa Bunnies                            | 2:19  |
| 15.          | Boo                                      | 5:47  |
| 16.          | Where is the What if the What is in Why? | 4:16  |
| 17.          | Who Shot the Go-Go Dancer?               | 6:58  |
| Total längd: | Total längd:                             | 66:32 |

### Fotnoter
1. ↑  Do You Like My Tight Sweater? på Allmusic (engelska)